# Post Office Protocol
POP3 (Post Office Protocol versió 3) és un protocol que s'utilitza per recollir el correu electrònic. Es tracta d'un protocol força senzill que permet poques interaccions amb el servidor de correu, normalment el correu és recuperat i esborrat del servidor. La majoria dels clients de correu (el programari que utilitzem per enviar i rebre el correu) utilitzen aquest protocol, avui dia, però, la majoria també poden utilitzar el protocol IMAP, força més potent, per aquesta funció de recollida de correu.
POP3 s'utilitza en un model client-servidor en el qual el servei de "correu sortint" utilitza de manera habitual el port 110 TCP per tal que el programari client (Thunderbird, Evolution, Outlook, etc.) es connecti per recuperar el correu.
La norma RFC 1939 estableix el funcionament d'aquest protocol, els servidors que utilitzen POP3 acostumen a tenir com a mínim les comandes següents:
- USER nom Envia el nom d'usuari al servidor, el servidor retorna +OK o -ERR
- PASS cadena Envia la contrasenya al servidor, el servidor retorna +OK o -ERR
- STAT Retorna el nombre de missatges
- LIST Retorna el número que identifica cada missatge que hi ha a la bústia i la seva mida
- RETR missatge Retorna el contingut d'un missatge en un array o matriu, cada línia és un element de la matriu
- DELE missatge Envia al servidor l'ordre d'eliminar un determinat missatge, el servidor retorna +OK o -ERR
- NOOP S'utilitza per verificar si el servidor compleix amb la RFC 1939, el servidor retorna +OK o -ERR
- RSET S'utilitza per revertir l'eliminació dels missatges esborrats a la sessió actual, tanca la connexió amb el servidor, implica que hi ha hagut algun problema. No és possible recuperar missatges esborrats en connexions passades
- QUIT S'utilitza per tancar la connexió amb el servidor, si falla i s'han eliminat missatges es recuperaran automàticament

## Exemple de comunicació
Abans d'iniciar un intercanvi de dades cal establir una connexió entre el client de correu i el servidor. Això es pot fer automàticament amb un programa client de correu o mitjançant un client Telnet.
```
Client: telnet mail.server.cat 110
Trying 192.168.1.231...
Connected to mail.server.cat (192.168.1.231).
Escape character is '^]'.
Servidor: +OK <19606.1146301280@mail.server.cat>
Client: USER nomusuari
Servidor: +OK 
Client:		PASS lamevacontrasenya
Servidor: +OK
Client:		STAT
Servidor: +OK 6 190885
Client:		LIST
Servidor: +OK 6 messages (190885 bytes)
1 3140
2 3326
3 1911
4 180846
5 861
6 801
.
Client:	 RETR 6
Servidor: +OK
Return-Path: <usuari2@unaltre.server.cat>
Delivered-To: nomusuari@mail.server.cat
Received: from unknown (HELO unaltre.server.cat) (192.168.3.145)
by 0 with SMTP; 28 Apr 2006 10:41:12 -0000
MIME-Version: 1.0
X-Accept-Language: en
X-Priority: Normal
From: Nom Cognom <nomusuari@unaltre.server.cat>
User-Agent: Thunderbird 1.5 (X11/20060313)
MIME-Version: 1.0
To: nomusuari@mail.server.cat
Subject: Missatge de prova
Content-Type: text/plain; charset=ISO-8859-1; format=flowed
Content-Transfer-Encoding: 8bit
```

```
Això és un missatge de prova
```

```
.
Client:	 QUIT
Servidor: +OK
Connection closed by foreign host.
```